# Aleksandr Seryj
Aleksandr Seryj (27 ottobre 1927 – Mosca, 16 ottobre 1987) è stato un regista sovietico.

## Filmografia parziale

### Regista
- Džentl'meny udači (1971)
- Ty - mne, ja - tebe (1976)